# Anzia gallowayi
Anzia gallowayi är en lavart som beskrevs av Elix. Anzia gallowayi ingår i släktet Anzia och familjen Parmeliaceae.   Inga underarter finns listade i Catalogue of Life.